# Murray (fiume)
Il Murray (2.575 km) è il principale fiume dell'Australia e dell'intera Oceania. Insieme al Darling, suo principale tributario, forma poi un unico sistema fluviale lungo ben 3.750 km e con un bacino assai vasto (1.061.469 km²), che drena la maggior parte dell'Australia sud-orientale (circa un settimo della superficie del continente australiano).

## Percorso
Il fiume nasce dai Monti Nevosi che raggruppano le cime più elevate delle Alpi australiane. Nel suo corso segna il confine meridionale del Nuovo Galles del Sud con lo Stato di Victoria. Si spinge dapprima verso ovest e bagna Albury, poi dopo aver ricevuto da sud il Goulburn scorre verso nord-ovest e riceve da nord il Murrumbidgee ed il Lachlan. Dopo aver bagnato la città di Mildura scorre verso ovest e riceve da destra il suo principale affluente, il fiume Darling. Proseguendo nel suo corso sinuoso verso ovest entra nell'Australia Meridionale ed in prossimità di Morgan cambia drasticamente direzione dirigendosi verso sud. Dopo aver attraversato la città di Murray Bridge sfocia nel lago costiero di Alexandrina e nella laguna di Coorong e quindi nell'Oceano Indiano.

## Portata d'acqua
Il fiume ha una portata media annua d'acqua pari a 450 m³/s prima della confluenza del Darling e c. 770 m³/s dopo la confluenza con quest'ultimo, valori relativamente bassi se confrontati a quelli di altri fiumi con bacino simile che scorrono in altre parti del mondo.
Presso la foce la portata invece si riduce drasticamente a causa dell'intensivo sfruttamento delle sue acque, tant'è che in molti testi viene riportato come valore medio di portata di appena 0,89 m³/s, praticamente nullo. Infatti il fiume non riesce quasi a raggiungere l'oceano. In annate di eccezionale siccità il fiume si è addirittura seccato per svariati mesi. 
Per evitare la sedimentazione della laguna di Coorong, dove il Murray sfocia, e per permettere un minimo scambio di acqua con dell'oceano dal 2000 è in funzione un sistema di draghe in prossimità della foce.

## Esplorazione
I primi europei a raggiungere il Murray furono Hamilton Hume e William Hovell che lo guadarono nei pressi dell'attuale città di Albury nel 1824. Il fiume fu chiamato Hume ma quando nel 1830 il capitano Charles Sturt lo raggiunse costeggiando il suo affluente Murrumbidgee lo rinominò Murray (in onore del ministro della guerra e delle colonie George Murray) non rendendosi conto di aver raggiunto il fiume già nominato Hume. Sturt continuò la sua esplorazione discendendo il fiume fino al lago Alexandrina. L'area della foce fu poi esplorata l'anno successivo dal capitano Collet Barker. Nel 1852 Francis Cadell fu il primo europeo che discese l'intero corso del fiume in canoa. Nel 1858 gli zoologi tedeschi William Blandowski e Gerard Krefft compirono un'esplorazione del fiume redigendo una lista della fauna e raccolsero 17.400 campioni e classificarono molte nuove specie viventi.